# Nausea (banda de Los Ángeles)
Nausea es una banda de crustcore formada en 1987 en Los Ángeles. A partir de la separación de Majesty, los componentes iniciales eran Eric Castro en la batería, Oscar García en la voz y guitarra, y Carlos Reveles (Cozmo) en el bajo y voz. El nombre de la banda fue tomado de una canción de Heresy.

## Historia
Durante sus inicios en 1987, a Nausea se les vio como un proyecto alternativo de los miembros de Terrorizer. Sin embargo, Oscar, Eric y Cosmo eran miembros estables, mientras que Garvey les acompañaba en el bajo a veces.
Luego durante 1990 la banda se refuerza con Tito Tagliente en la guitarra, teniendo además colaboración de Jesse (ex de Terrorizer) con algunas letras. Este último, sin embargo, no se une a la banda, ya que posteriormente pasó a ser parte de Napalm Death. Así, graban el ’’Mind Dead demo’’, y luego en 1991 la banda surge y lanza su LP llamado ‘’Crimes Against Humanity’’. Más adelante, en 1991, se les une Armando Morales en el bajo, lanzando un EP con dos canciones que no estaban en el LP.
Después de haber lanzado el EP, Javier Arqueros queda en el bajo y junto a él en 1992 graban el ‘’Tumor demo’’, el ‘’Breed demo’’, y en 1994 graban el ‘’Last’’ demo para luego disolverse.
Pero en el 2001 se reúnen para lanzar todas las viejas grabaciones que tenían, en un CD llamado ‘’The Suffering continues…’’, y así la banda retoma el camino con la misma fuerza de los 90.
Actualmente la banda se encuentra grabando nuevo material para un EP que saldrá a la luz en el verano del 2012

## Discografía
- Live demo (1987) – demo
- Mind Dead demo (1990) - demo
- Crimes Against Humanity (1991) - LP
- Sychological Conflict (1991) – EP
- Terrorizer/ Nausea - Split Demos (1991) – LP (bootleg)
- Tumor (1992) - demo
- Breed (1992) – demo (bootleg)
- Last (1994) – demo (bootleg)
- The Suffering continues (2003) – CD
- Nausea / Unholy grave – No emperor split EP (2005) – EP
- Images of Abuse (2006) – demo